# Небојша Никчевић
Небојша Никчевић (20. фебруар 1965) је шаховски велемајстор из Црне Горе.

## Биографија
Небојша Никчевић је 1991. постао међународни мајстор шаха, а 1997. стекао је титулу ФИДЕ велемајстора. Као репрезентативац Црне Горе учествовао је на 41. Шаховској олимпијади (2014) и два пута на Екипним првенствима Европе у шаху (2013 и 2021).